# Goldfinger (együttes)
A Goldfinger amerikai punk rock/ska punk/skate punk/pop punk együttes, amely 1994-ben alakult Los Angelesben. Pályafutásuk elején még a third wave ska műfaj egyik úttörőjének számítottak, az Open Your Eyes és Disconnection Notice című albumaikkal kezdve a punk rock műfajába sorolják zenéjüket.
Alapító tagjai: John Feldmann - ének, gitár, Simon Williams - basszusgitár, Darrin Pfeiffer - dob, Charlie Paulson - gitár. Feldmann az Electric Love Hogs tagja volt, Williams pedig a Zero Tolerance-ben játszott. Ők ketten egy cipőboltban dolgoztak; itt fedezte fel őket Patrick McDowell.

## Tagok
- John Feldmann – ének, ritmusgitár (1994–), gitár (2013–2016)
- Charlie Paulson – gitár, vokál (1994–2001, 2005–2013, 2019-)
- Philip "Moon Valjean" Sneed – gitár, vokál (2013–), ritmusgitár (2019–)
- Mike Herrera – basszusgitár, vokál (2016–)
- Nick Gross – dob (2020–; 2018-tól 2020-ig koncerteken szerepelt)

Korábbi tagok
- Simon Williams – basszusgitár, vokál (1994–1999)
- Brian Arthur – gitár, vokál (2001–2005)
- Kelly LeMieux – basszusgitár, vokál (1999–2014)
- Darrin Pfeiffer – dob, vokál (1994–2016), basszusgitár (2014–2016)

## Diszkográfia
- Goldfinger (1996)
- Hang-Ups (1997)
- Stomping Ground (2000)
- Open Your Eyes (2002)
- Disconnection Notice (2005)
- Hello Destiny... (2008)
- The Knife (2017)
- Never Look Back (2020)